# Gouverneurswahl in New York 1834
Die Gouverneurswahl in New York von 1834 fand zwischen dem 3. und 5. November 1834 statt, es wurden der Gouverneur und der Vizegouverneur von New York gewählt.
Dies war die erste Wahl, bei der die Whig Party auftrat. Die Demokratische Partei nominierte den amtierenden Gouverneur William L. Marcy. Die Nominierung auf Seite der Whig Party verlief komplizierter, letztlich konnte sich der junge William H. Seward unter anderem gegen Amos P. Granger, Daniel C. Verplanck und andere Kandidaten durchsetzen. Während des Wahlkampfs warf die demokratische Presse Seward sein junges Alter vor, die Whig Party reagierte hierauf mit Beispielen anderer bekannter Amtsträger einschließlich DeWitt Clinton, die selbst in jungen Jahren ins Amt kamen.
Marcy trat mit John Tracy als Running Mate an. Seward trat mit Silas M. Stilwell als Running Mate an.

## Ergebnis
| Bild   | Kandidat          | Partei                   | Stimmen | Stimmen  |
| Bild   | Kandidat          | Partei                   | Anzahl  | Prozent  |
| ------ | ----------------- | ------------------------ | ------- | -------- |
|        | William L. Marcy  | Demokratische Partei     | 181.905 | 51,84 %  |
|        | William H. Seward | United States Whig Party | 168.969 | 48,16 %  |
| Gesamt | Gesamt            | Gesamt                   | 350.874 | 100,00 % |